# سيانو بورهيدريد الصوديوم
سيانو بورهيدريد الصوديوم مركب كيميائي له الصيغة NaBH3CN ، ويكون على شكل مسحوق بلوري أبيض .

## الخواص
- مركب سيانو بورهيدريد الصوديوم يتحلمه بشكل بطيء، ويطلق حينها غاز سيانيد الهيدروجين، كما يطلق ذلك الغاز السام أيضاً عند التفاعل مع الأحماض.
- ينحل سيانيد بورهيدريد الصوديوم في الكحولات (الأغوال) مثل الميثانول والإيثانول بالإضافة إلى الأمينات، لكنه غير منحل في ثنائي إيثيل الإيثر والبنزين.
- يمتاز المركب بخاصة استرطاب كبيرة.

## التحضير
يحضر مركب سيانو بورهيدريد الصوديوم من تفاعل بورهيدريد الصوديوم مع زيادة من سيانيد الهيدروجين تحت الضغط.

## الاستخدامات
يستخدم مركب سيانو بورهيدريد الصوديوم كعامل اختزال في الاصطناع العضوي مثلا في الأَمْيَنَة الاختزالية، كما يستخدم في اختزال الإيمينات حيث يقوم بذلك بشكل انتقائي بوجود الألدهيدات والكيتونات.